# Xədicə Əlibəyova

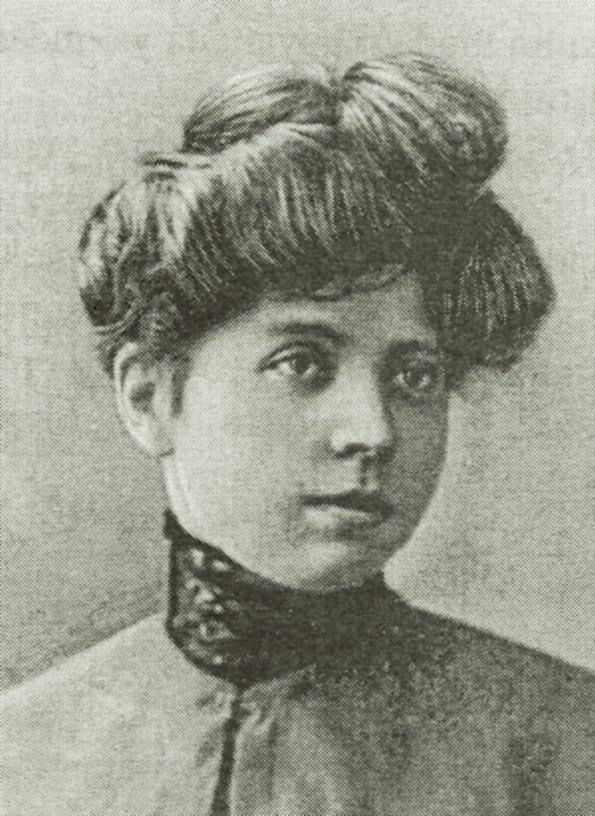
Xədicə Əlibəyova

Xədicə Əlibəyova (aserbaidschanisch Xədicə Ələddin qızı Əlibəyova, geb. Sübhanquliyeva; * 1884 in Tiflis, Gouvernement Tiflis, Russisches Kaiserreich; † 1961 in Baku, AsSSR) war eine  aserbaidschanische Publizistin, Verlegerin und die erste Redakteurin in Aserbaidschan.

## Leben

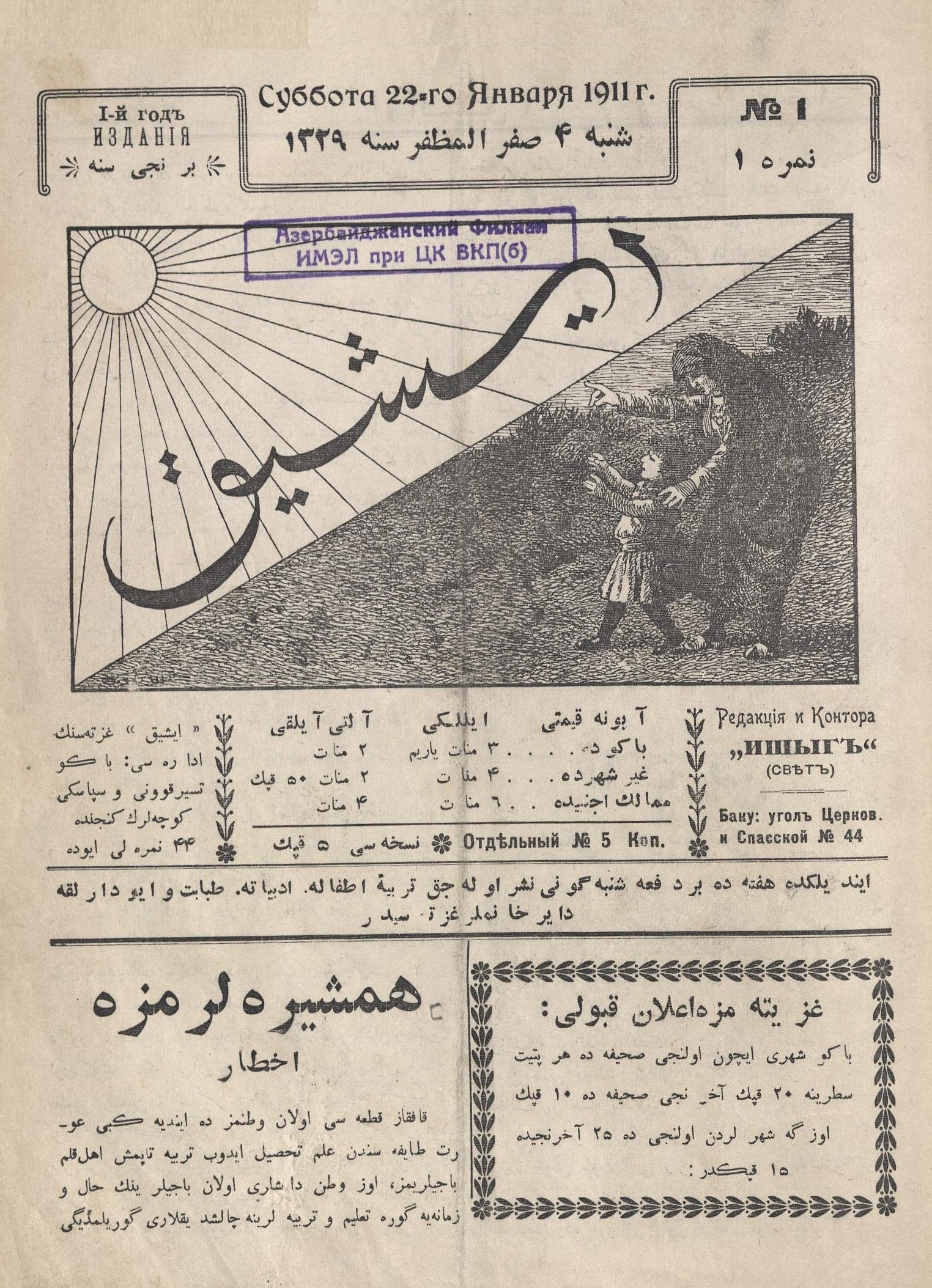
Erste Ausgabe der Zeitung İşıq, 22. Januar 1911

Xədicə Əlibəyova wurde 1884 in Tiflis geboren. Ihr Vater Ələddin Sübhanquliyev war ein angesehener Intellektueller von Tiflis und engagierte sich stark für die Ausbildung seiner Tochter. Nach dem Abschluss des Tifliser Mädchengymnasiums studierte Xədicə Medizin am Transkaukasischen Olginski-Institut für Geburtshilfe und Gynäkologie. Sie war die Ehefrau des berühmten Anwalts und Publizisten Mustafa bəy Əlibeyov. Nach ihrer Heirat mit Əlibeyov nimmt sie aktiver am gesellschaftlichen und kulturellen Leben teil. Xədicə wurde Mitglied in der Wohltätigkeitsgesellschaft der Bakuer muslimischen Frauen. Sie war eng in das gesellschaftliche Leben der aserbaidschanischen Frauen und in die Arbeit von Frauenhilfsorganisationen eingebunden.
Xədicə Əlibəyova starb 1961 in Baku.

## Karriere
Hacı Zeynalabdin Tağıjev, ein bekannter Millionär, Philanthrop und Gründer des Mädchengymnasiums in der muslimischen Welt, gründete die erste Frauenzeitung, Işıq (Licht), damit Frauen ihre Rechte kennen und darüber informiert werden. Die erste Ausgabe wurde am 22. Januar 1911 veröffentlicht. Von Januar 1911 bis April 1912 erschienen 64 (nach manchen Quellen 68) Ausgaben der Zeitung. Xədicə Əlibəyova war die Chefredakteurin und ihr Mann Mustafa war der Herausgeber der Zeitung Işıq. Es waren hauptsächlich Frauen, die für die Zeitung Işıq arbeiteten, die Bildung und Kultur für Frauen forderte und ihre Rechte verteidigte. Unter denen, die versuchten, Ungerechtigkeit und Analphabetismus auf ihre eigene Weise zu bekämpfen, schlossen sich Asya Axundova, Həlimə Axundova, Əminə Batrişina, Gövhər Şövqiyyə, Nabat Nərimanova, Maral Nəbizadə, Xuraman Rəhimbəyzadə, Səidə Şeyxzadə und andere gebildete Frauen mit großer Hoffnung Işıq an.
Xədice schrieb in der Zeitung eine Serie von Artikeln mit dem Titel Unsere Rechte. Die Gleichberechtigung der Frauen, die Forderung nach Teilhabe an Bildung und Kultur, am öffentlichen Leben, die Eröffnung von Frauenklubs, Alphabetisierungskurse, die Erziehung von Kindern, der Kampf um Hausarbeit und Gesundheitsprobleme und so weiter war das Hauptthema ihrer journalistischen Artikel. Die erste Frauenzeitung in Aserbaidschan musste Angriffen von allen Seiten standhalten – sowohl von Liberalen als auch von fortschrittlichen Intellektuellen – und auch den Mut aufbringen, Frauenrechte von Klerikern und Radikalen einzufordern.
Im Januar 1912, nach der Ermordung von Axund Molla Ruhulla Məhəmmədzadə, der die Işıq-Zeitung vor radikalen Gläubigen schützte, verlor die Zeitung ihren Schutzherrn und musste drei Monate später ihr Erscheinen einstellen. So brachte am 21. April 1912 die erste aserbaidschanische Frauenzeitung Işıq ihre letzte Ausgabe heraus.
Im Jahr 1912 zog Xədice nach Şəki und arbeitete von 1920 bis 1946 als Gynäkologin. In Şəki war sie auch an der Organisation von Alphabetisierungsklassen und einem Frauenclub beteiligt und kehrte gegen Ende ihres Lebens nach Baku zurück.